# Communauté de communes d'Oyonnax
La communauté de communes d'Oyonnax est une ancienne communauté de communes située dans l'Ain et regroupant 10 communes.

## Composition
Lors de sa dissolution, elle était composée des communes suivantes :
| Nom               | Code Insee | Gentilé       | Superficie (km2) | Population (dernière pop. légale) | Densité (hab./km2) |
| ----------------- | ---------- | ------------- | ---------------- | --------------------------------- | ------------------ |
| Oyonnax (siège)   | 01283      | Oyonnaxiens   | 36,18            | 22 485 (2014)                     | 621                |
| Arbent            | 01014      | Arbanais      | 23,49            | 3 405 (2014)                      | 145                |
| Belleydoux        | 01035      | Belleydousans | 17,63            | 321 (2014)                        | 18                 |
| Bellignat         | 01031      | Renouillus    | 7,83             | 3 656 (2014)                      | 467                |
| Dortan            | 01148      | Dortannais    | 18,11            | 1 845 (2014)                      | 102                |
| Échallon          | 01152      | Échallonnais  | 28,09            | 764 (2014)                        | 27                 |
| Géovreisset       | 01171      |               | 3,31             | 917 (2014)                        | 277                |
| Groissiat         | 01181      | Groissiatis   | 6,32             | 1 187 (2014)                      | 188                |
| Martignat         | 01237      | Martignanais  | 13,25            | 1 573 (2014)                      | 119                |
| Montréal-la-Cluse | 01265      | Montréalais   | 12,83            | 3 409 (2014)                      | 266                |

## Compétences
- Eau (Traitement, Adduction, Distribution)
- Hydraulique
- Assainissement collectif
- Assainissement non collectif
- Traitement des déchets des ménages et déchets assimilés
- Qualité de l'air
- Activités sanitaires
- Création, aménagement, entretien et gestion de zone d'activités industrielle, commerciale, tertiaire, artisanale ou touristique
- Action de développement économique (Soutien des activités industrielles, commerciales ou de l'emploi, Soutien des activités agricoles et forestières...)
- Construction ou aménagement, entretien, gestion d'équipements ou d'établissements culturels, socioculturels, socio-éducatifs, sportifs
- Schéma de cohérence territoriale (SCOT)
- Plans locaux d'urbanisme
- Création et réalisation de zone d'aménagement concertée (ZAC)
- Organisation des transports urbains
- Création, aménagement, entretien de la voirie
- Programme local de l'habitat
- NTIC (Internet, câble...)
- Autres

## Historique
- 31 décembre 2013 : disparition par fusion dans la communauté de communes du Haut Bugey.
- 1er janvier 2012 : Adhésion des communes de Belleydoux et Echallon
- 14 janvier 2005 : Extension des compétences (tourisme et assainissement)
- 14 mai 2004 : Extension des compétences (contribution à la construction du centre hospitalier du Haut-Bugey)
- 20 novembre 2003 : Adhésion de la commune de Dortan et composition du conseil de communauté de 34 délégués
- 16 décembre 2002 : Extension de compétences
- 10 janvier 2002 : Redéfinition de compétences et rajout notamment de la compétence élaboration révision suivi de schémas de cohérence territoriale. Voir statuts
- 19 juin 2000 : Le district est transformé en communauté de communes
- 15 juin 2000 : Arrêté portant extension des compétences du district (voir statuts)
- 18 décembre 1997 : Le bureau comprend un président et neuf vice-présidents
- 18 décembre 1997 : Le district urbain est composé de 25 représentants élus par les communes membres
- 23 février 1996 : Le district est composé par un bureau d'un président et de huit vice-présidents
- 23 février 1996 : Le siège du district est fixé 57 rue Nicod à Oyonnax à compter du 1/09/96
- 5 février 1993 : Nouveaux statuts pour le district
- 25 mai 1990 : Les statuts du district sont modifiés
- 3 juin 1988 : Modification des règles de calcul concernant la contribution des communes adhérentes aux charges du district (voir statuts)
- 4 décembre 1984 : Le district est la structure intercom chargée de la prospection et de la recherche en eau ainsi que l'équilibre et la régulation dans l'alimentation des communes (voir statuts)
- 4 décembre 1984 : Modification des contributions financières des communes membres du syndicat (voir statuts)
- 20 juillet 1977 : Nouvelles règles de calcul concernant la contribution des communes adhérentes aux charges du district (voir statuts)
- 19 avril 1972 : La contribution des communes adhérentes aux charges du district sauf en ce qui concerne les services incendies art 4 est calculée selon la nature des dépenses districales (voir statuts)
- 27 octobre 1967 : Le conseil de district est porté de 23 membres à 25 membres en plus, soit 1 délégué en plus pour Bouvent et 1 délégué supplémentaire pour Oyonnax
- 8 novembre 1965 : Le conseil de district est composé de 23 membres délégués soit 4 pour Arbent, 3 pour Bellignat, 2 pour Géovreisset, 2 pour Grossiat, 10 pour Oyonnax et 2 pour Veyziat